# Kanta Nagakawa
Kanta Nagakawa (永川 寛太 Nagakawa Kanta?), född 20 juni 2002 i Osaka prefektur, är en japansk fotbollsspelare.
Nagakawa började sin karriär 2020 i Gamba Osaka.